# Кубок мира по волейболу среди женщин 1985
4-й розыгрыш Кубка мира по волейболу среди женщин прошёл с 10 по 20 ноября 1985 года в четырёх городах Японии с участием 8 национальных сборных команд. Обладателем Кубка второй раз подряд стала сборная Китая.

## Команды-участницы
Япония — страна-организатор;
Китай — олимпийский чемпион 1984 года;
Перу — по итогам чемпионата мира 1982 (2-й призёр);
СССР — чемпион Европы 1985;
Южная Корея — по итогам азиатской квалификации;
Куба — чемпион Северной, Центральной Америки и Карибского бассейна 1985;
Бразилия — чемпион Южной Америки 1985;
Тунис — чемпион Африки 1985;

## Система проведения
8 команд-участниц розыгрыша Кубка мира провели однокруговой турнир, по результатам которого определены итоговые места.

## Результаты
| М | Команда     | 1   | 2   | 3   | 4   | 5   | 6   | 7   | 8   | И | В | П | С/П   | О  |
| - | ----------- | --- | --- | --- | --- | --- | --- | --- | --- | - | - | - | ----- | -- |
| 1 | Китай       |     | 3:1 | 3:0 | 3:0 | 3:0 | 3:0 | 3:0 | 3:0 | 7 | 7 | 0 | 21:1  | 14 |
| 2 | Куба        | 1:3 |     | 3:0 | 3:0 | 3:0 | 3:0 | 3:0 | 3:0 | 7 | 6 | 1 | 19:3  | 13 |
| 3 | СССР        | 0:3 | 0:3 |     | 3:0 | 3:0 | 3:1 | 3:0 | 3:0 | 7 | 5 | 2 | 15:7  | 12 |
| 4 | Япония      | 0:3 | 0:3 | 0:3 |     | 3:0 | 3:0 | 3:1 | 3:0 | 7 | 4 | 3 | 12:10 | 11 |
| 5 | Перу        | 0:3 | 0:3 | 0:3 | 0:3 |     | 3:2 | 3:0 | 3:0 | 7 | 3 | 4 | 9:14  | 10 |
| 6 | Бразилия    | 0:3 | 0:3 | 1:3 | 0:3 | 2:3 |     | 3:2 | 3:0 | 7 | 2 | 5 | 9:17  | 9  |
| 7 | Южная Корея | 0:3 | 0:3 | 0:3 | 1:3 | 0:3 | 2:3 |     | 3:0 | 7 | 1 | 6 | 6:18  | 8  |
| 8 | Тунис       | 0:3 | 0:3 | 0:3 | 0:3 | 0:3 | 0:3 | 0:3 |     | 7 | 0 | 7 | 0:21  | 7  |

Саппоро
10 ноября: Куба — Южная Корея 3:0 (15:4, 15:13, 15:11); СССР — Бразилия 3:1 (15:0, 15:10, 5:15, 15:12); Китай — Тунис 3:0 (15:0, 15:2, 15:1); Япония — Перу 3:0 (15:10, 15:5, 15:10).
12 ноября: Китай — Южная Корея 3:0 (15:6, 15:11, 15:5); СССР — Перу 3:0 (15:12, 15:5, 15:6).
Ивамидзава
12 ноября: Япония — Тунис 3:0 (15:0, 15:5, 15:2); Куба — Бразилия 3:0 (15:6, 15:7, 15:6).
Саппоро
13 ноября: Япония — Южная Корея 3:1 (15:3, 5:15, 15:12, 19:17); Куба — СССР 3:0 (15:6, 15:13, 15:8); Перу — Тунис 3:0 (15:2, 15:2, 15:0); Китай — Бразилия 3:0 (15:6, 15:2, 15:10).
Фукуока
16 ноября: Китай — СССР 3:0 (16:14, 15:2, 15:4); Южная Корея — Тунис 3:0 (15:1, 15:3, 15:2); Куба — Перу 3:0 (15:11, 15:7, 15:7); Япония — Бразилия 3:0 (16:14, 15:13, 15:3).
17 ноября: Китай — Куба 3:1 (16:14, 15:7, 5:15, 15:12); Бразилия — Тунис 3:0 (15:0, 15:4, 15:8); СССР — Япония 3:0 (15:12, 15:13, 15:11); Перу — Южная Корея 3:0 (15:7, 16:14, 15:4).
Токио
19 ноября: СССР — Тунис 3:0 (15:4, 15:0, 15:2); Бразилия — Южная Корея 3:2 (11:15, 15:4, 8:15, 15:9, 15:5); Китай — Перу 3:0 (15:7, 15:7, 15:10); Куба — Япония 3:0 (15:6, 15:4, 15:9).
20 ноября: Китай — Япония 3:0 (15:8, 15:5, 15:6); СССР — Южная Корея 3:0 (15:9, 15:10, 15:13); Куба — Тунис 3:0 (15:1, 15:3, 15:1); Перу — Бразилия 3:2 (13:15, 15:13, 15:3, 14:16, 15:7).

## Итоги

### Положение команд
| Китай          |
| Куба           |
| СССР           |
| 4. Япония      |
| 5. Перу        |
| 6. Бразилия    |
| 7. Южная Корея |
| 8. Тунис       |

### Призёры
Китай: Хоу Юйчжу, Ян Силань, Ян Сяоцзюнь, Лан Пин, Цзян Ин, Чжэн Мэйчжу, Лян Янь, Су Хуэйцзюань, Ли Яньцзюнь, Линь Гоцин, Инь Цинь, У Дань. Главный тренер — Дэн Жоцзэн.
  Куба: Мирея Луис Эрнандес, Жозефина Капоте, Ласара Гонсалес, Нэнси Гонсалес, Жозефина О’Фаррилл, Норка Латамблет Додино, Инес Моллинет, Таня Ортис Кальво, Ана Луиса Оррутиньер, Мария Санта Мария, Аракели Серрано. Главный тренер — Эухенио Хорхе Лафита.
  СССР: Елена Волкова, Светлана Сафронова, Валентина Огиенко, Елена Чебукина, Татьяна Шаповалова, Дина Качалова, Марина Кумыш, Татьяна Сидоренко, Ольга Кривошеева, Ирина Горбатюк, Елена Кундалева, Марина Кирьякова. Главный тренер — Владимир Паткин.

### Индивидуальные призы
MVP:  Лан Пин
Лучшая нападающая:  Мирея Луис Эрнандес
Лучшая блокирующая:  Габриэла Перес дель Солар
Лучшая связующая:  Ян Силань
Лучшая на подаче:  Синаэ Мицуо
Лучшая на приёме:  Итико Сато

### Символическая сборная
Лан Пин
 Ян Силань
 Чжэн Мэйчжу
 Мирея Луис
 Жозефина Капоте
 Диана Качалова